# Indeema Software
Indeema Software — міжнародна ІТ-компанія з розробки програмного забезпечення, тестування та впровадження програмних продуктів.

## Історія

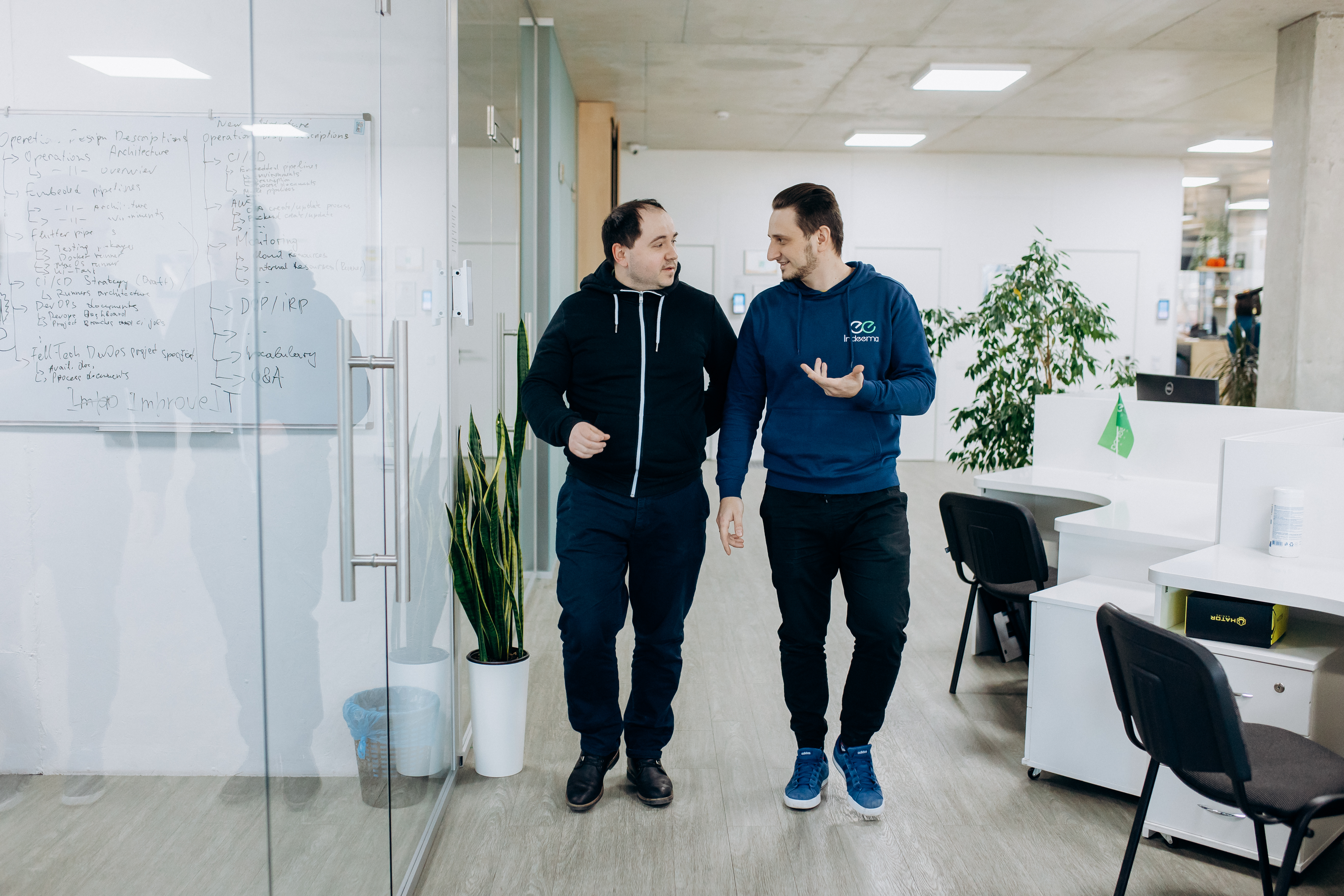
Ярослав Рибій та Володимир Шевчик — двоє із засновників компанії

Компанія заснована 1 вересня 2014 року у Львові трьома українцями Шевчиком Володимиром Богдановичем, Рибієм Ярославом Петровичем та Шевчиком Володимиром Олексійовичем. Згодом Володимир Олексійович продав свою частку компанії.
Indeema Software працює на ринку розробки програмного забезпечення із замовниками з США, Канади, Європи, Австралії та Ізраїлю.
2015 року компанія випустила свій перший власний продукт — діагностичну систему ViDiSy. Розробка дозволяє виявити потенційно небезпечну вібрацію та вчасно на неї зреагувати.
2018 року компанія стала учасником Львівського ІТ Кластеру — спільноти компаній у галузі інформаційних технологій, які спільно з університетами та міською владою розвивають ІТ у Львові.

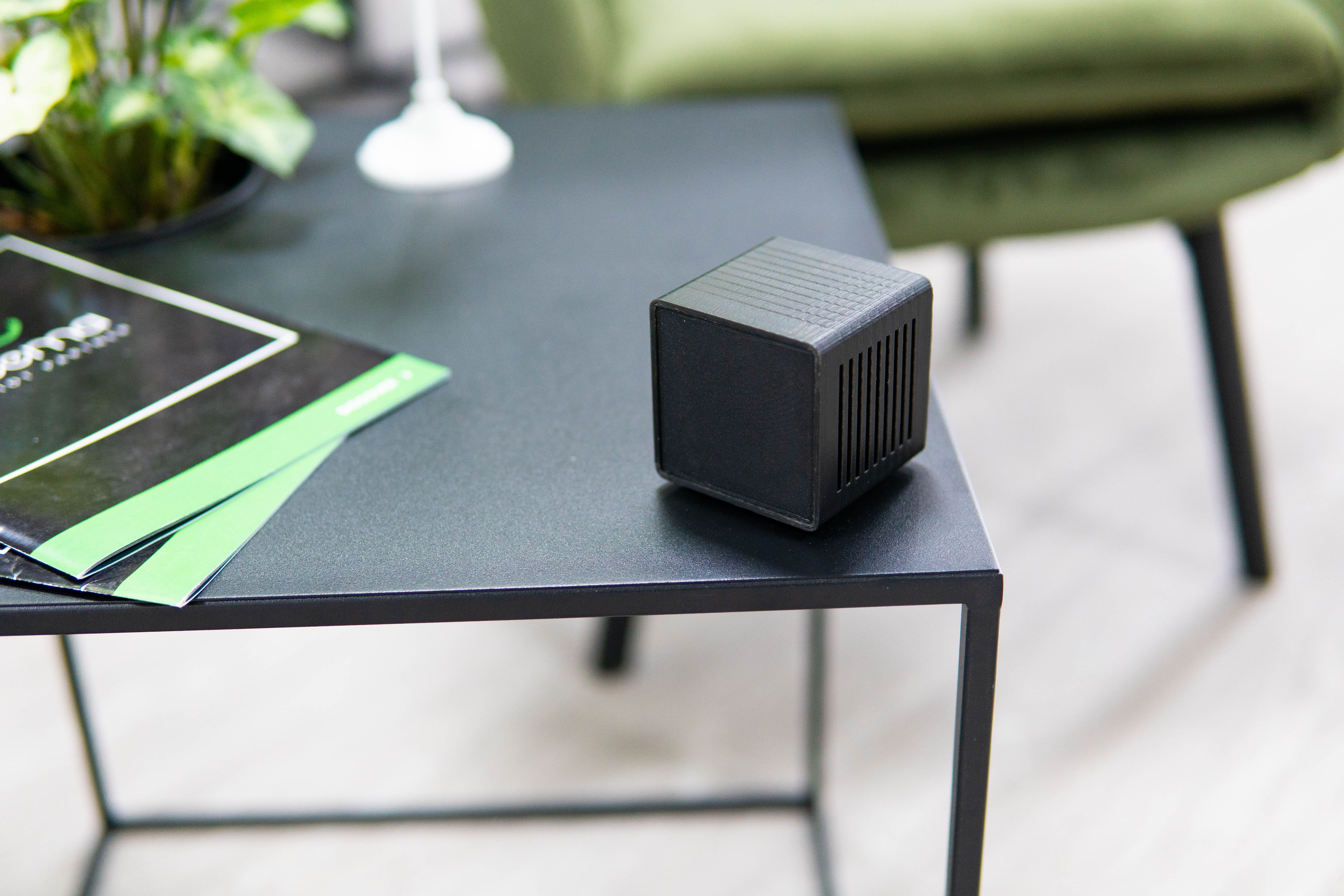
Девайс UBreez

2019 року Indeema Software випустила свій другий власний продукт — екосистему UBreez, яка аналізує якість повітря та дає поради щодо його покращення. Цього ж року компанія увійшла до рейтингу найкращих компаній з розробки програмного забезпечення в Україні за оцінкою Clutch.co.
2022 року в Indeema Software інвестувала компанія-партнер InSoft. InSoft Partners купує частки в бізнесі, що надає послуги IT B2B, і бере участь в операційних процесах для масштабування та підвищення вартості портфельних компаній.
У червні 2022 року Indeema Software стала партнером Avnet, щоб пропонувати клієнтам найкращі в галузі дизайни систем IoT на платформі Avnet IoTConnect, яка є частиною набору рішень Avnet IoTConnect. Надаючи апаратне забезпечення, програмне забезпечення та інженерні/консультаційні/хмарні послуги, Avnet робить IoT доступним і масштабованим для виробників оригінального обладнання (OEM). Партнерська програма IoTConnect дозволяє виробникам оригінального обладнання та незалежним дизайнерським компаніям (IDH) створювати нові рішення та моделі обслуговування для свого бізнесу, використовуючи платформу Avnet IoTConnect.

## Локації

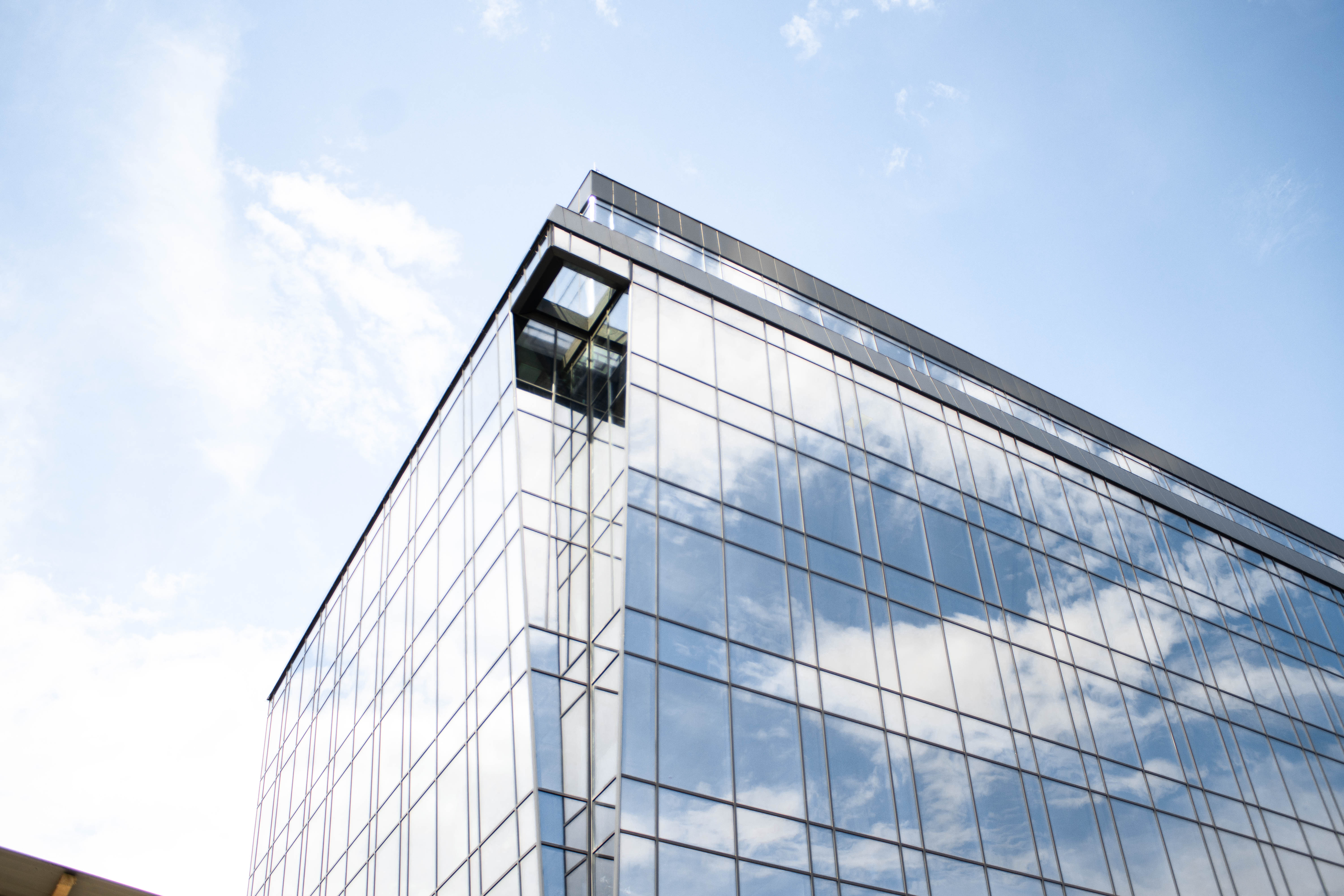
Будівля головного офісу у Львові

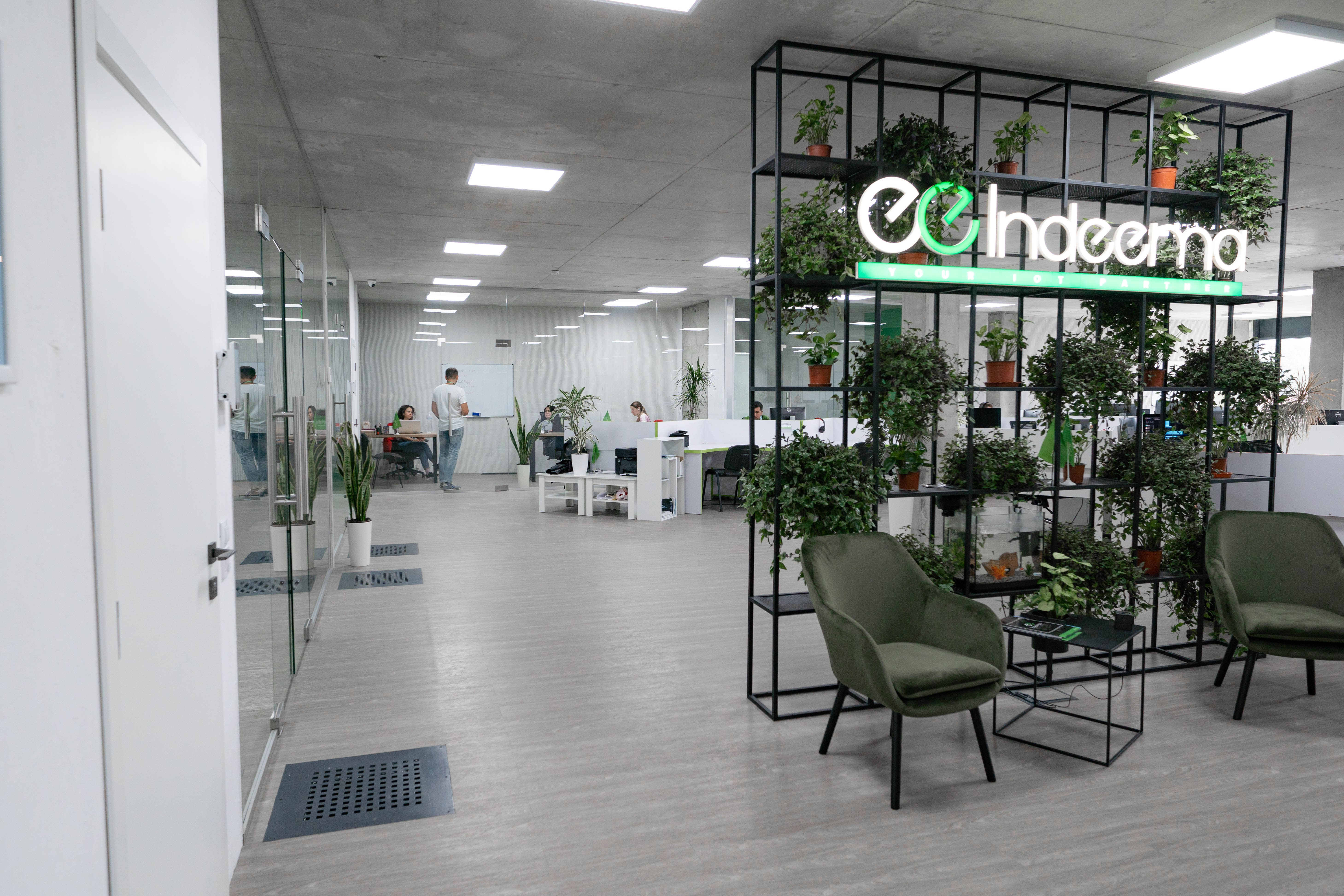
Головний офіс у Львові

Головний офіс розташований на вул. Зеленій у Львові. Також компанія має представництво у Сіетлі, США.

## Основні напрямки діяльності
Indeema Software спеціалізується на розробці рішень для Інтернету речей, використовуючи такі технології: C, C++, Java, Javascript, Node.js, Angular.js, Kotlin, Swift, Objective-C. Також компанія надає послуги з науково-дослідних та дослідно-конструкторських робіт, дизайну, автоматизованого та ручного тестування.
Indeema Software надає послуги з IoT Software Development, MVP development, UI/UX Design додатків та сайтів, Mobile Development, DevOps Solutions and Services, Cloud Development Expertise, IoT Consulting, Software Maintenance & Support, Research and Development Services.

## Команда
Наразі структура команди налічує 80 працівників. Компанія працює за системою аутсорсингу.

## Нагороди
2019  рік — нагорода Clutch «Top development companies in Ukraine».
2022 рік — нагорода The Manifest «Most Reviewed IoT Company In Ukraine».
2022 рік — нагорода Clutch «Leading Web Developer in Ukraine».

## Соціальна корпоративна відповідальність
Indeema Software — компанія з проактивною соціальною позицією. Головною метою для компанії є розвиток та навчання української молоді. Так, у вересні 2022 року Indeema Software на базі Львівського національного університету відкрила ІоТ лабораторію для студентів «IoT Space».
Indeema Software є постійним партнером та спонсором PLLUG Tech School — ІТ-школи, де проводяться безкоштовні курси для програмістів.
З початком повномасштабної війни в Україні компанія активно волонтерить та підтримує Збройні сили України не тільки матеріально, але й технічно.
Українська компанія Indeema Software розробила додаток PFA mobile Ukraine для надання першої психологічної допомоги. З ініціативи громадської організації «Development Foundation» мобільний застосунок, розроблений ще у 2016 році, був спрямований насамперед на допомогу учасникам АТО, а також дітям, родинам та дорослим, що постраждали внаслідок збройних конфліктів.
Команда Indeema Software також розробила програмне рішення «Psychological package» для проєкту Vitality project Donbas. Проєкт мав на меті допомогти психологам, які працюють у зоні бойових дій у регіоні Донбас. Це дозволило фахівцям легко консультувати постраждалих, навіть за відсутності доступу до Інтернету.
Проєкт був розроблений для «Development Foundation» в межах Програми ООН із відновлення та розбудови миру за фінансової підтримки уряду Королівства Нідерландів.